# Lactoria diaphana
Lactoria diaphana är en fiskart som först beskrevs av Bloch och Schneider 1801.  Lactoria diaphana ingår i släktet Lactoria och familjen koffertfiskar. Inga underarter finns listade i Catalogue of Life.